# Кукуй (Смоленская область)
Кукуй — бывшая деревня в Хиславичском районе Смоленской области России.
Находилась примерно посередине между современными деревнями Заборье и Печёрская Буда.

## История
В 1978 году деревня ещё существовала и входила в Печерский сельсовет Хиславичского района.
В 1993 году уже считалась как прекратившая существование деревня Печерского сельсовета Хиславичского района.